# Paviljoen Von Wied

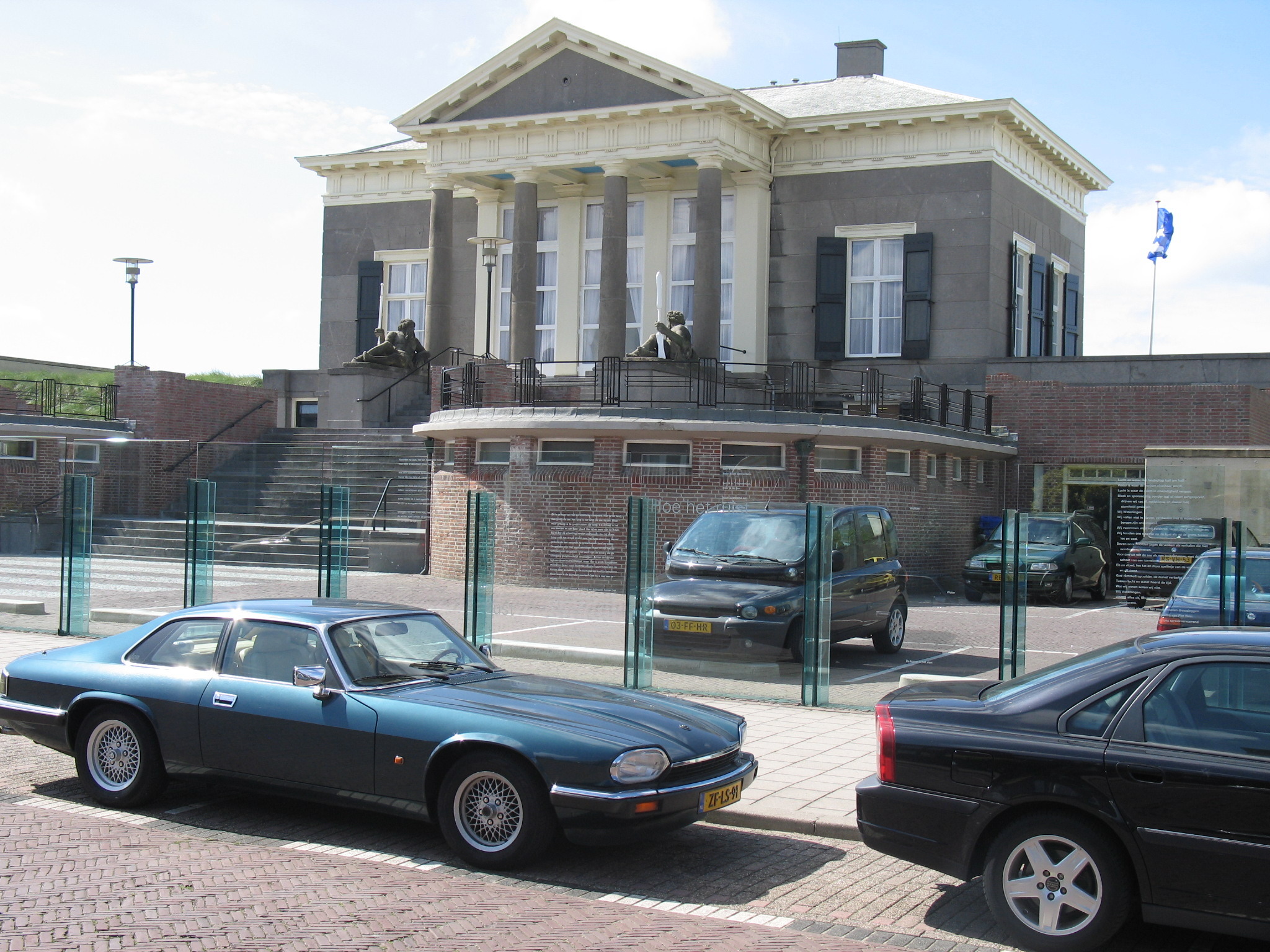
Het paviljoen in 2005

Het Paviljoen Von Wied (ook: Het Koninklijk paviljoen en Paviljoen De Witte) is een buitenverblijf in Scheveningen. Het werd gebouwd in 1827 in opdracht van koning Willem I als verjaardagscadeau voor zijn echtgenote koningin Wilhelmina van Pruisen (1774-1837). Zij moest in verband met haar gezondheid veel aan zee verblijven en tekende en schilderde hier veel. Het paviljoen werd gebouwd naar een neoclassicistisch ontwerp van Adriaan Noordendorp in de vorm van een kruis en met twee stroomgoden, Waal met drietand en Maas met roeispaan bij de entree. Aanvankelijk heette dit 'Het koninklijk paviljoen'. Willem I liet het paviljoen na aan zijn zoon prins Frederik die er niet vaak verbleef. Frederiks dochter Marie erfde het paviljoen in 1881. Daarna werd het vernoemd naar haar familie; zij was namelijk getrouwd met  Willem Adolf van Wied. Tot 1911 zou het paviljoen bezit van haar familie blijven. Edward Titus Rubinstein kocht het paviljoen van de familie Von Wied en verkocht het zeven jaar later aan Sociëteit De Witte.
In 1926 werd begonnen aan een ingrijpende verbouwing en uitbreiding onder leiding van architect J. Limburg. Driekwart van de grond werd verkocht aan de N.V. Bouw- en Exploitatie-Maatschappij. Op deze weiden werden twintig herenhuizen gebouwd onder architectuur van Yme Bouma, gevolgd door een bouwplan van 22 herenhuizen door architect J. Kooyman.
In 1994 werd nogmaals een ingrijpende verbouwing voltooid, ditmaal onder leiding van Wim Quist. Hij realiseerde o.a. onder het paviljoen het museum Beelden aan Zee. Het oorspronkelijke huis dat dus al sinds 1918 bij Sociëteit De Witte hoort, wordt door de leden in de zomermaanden gebruikt. Ook wordt het paviljoen gebruikt als party- en vergadercentrum.